# Erik Rooth
Erik Gustaf Teodor Rooth, född 22 april 1889 i Degerfors, död 14 mars 1986 i Lund, var en svensk språkvetare. Han var professor i tyska språket vid Lunds universitet.
Rooths föräldrar var överingenjören Theodor Rooth och Signe Morén. Rooth studerade vid Bonns universitet, Hamburgs universitet, universitetet i Halle samt vid Uppsala universitet, där han blev filosofie licentiat 1918 och filosofie doktor 1919. Han var docent i Uppsala 1920–1926 och i Lund från 1926. I Uppsala var han även amanuens vid universitetsbiblioteket 1919–1926. Han var professor i Lund 1932–1954. 
Rooth gifte sig 1919 med tandläkaren Märta Wizén (1889-1940). Han var bror till Gerry och Gustaf Rooth.

## Utmärkelser, ledamotskap m.m.
- Kommendör av Kungliga Nordstjärneorden (KNO 1953, RNO 1940)
- Kommendör av Tyska örnens orden (KTyÖO, 1941)
- Ledamot av Kungliga Vitterhetsakademien (LHA, 1951)
- Ledamot av Kungliga Humanistiska Vetenskapssamfundet i Lund (LLHS, 1933)
- Ledamot av Vetenskapssocieteten i Lund (LVSL, 1933)
- Hedersdoktor vid universitetet i Kiel (1956)